# Elaeagnus formosana
Elaeagnus formosana — вид квіткових рослин з родини маслинкових (Elaeagnaceae). Ендемік Тайваню.

## Середовище
Населяє зарості по всьому острову на висотах нижче 2000 метрів.

## Біоморфологічна характеристика
Це вічнозелений, плетистий або іноді прямовисний кущ. Молоді гілки та бруньки сріблясто-коричневі. Ніжка листка 5–10 мм; листкова пластинка від оберненояйцеподібної до зворотно-ланцетної або еліптичної до вузько-еліптичної, 4–11 × 2–5 см, знизу густо сріблясто луската, бічні жилки помітно підняті зверху, середня жилка плоска або злегка піднята, основа округла або широко клиноподібна, край загнутий, верхівка гостра. Квіти білі, зовні густо сріблясто-лускаті, поодинокі або по 2–6 у вкороченій китиці. Квітконіжка 1–2 мм. Трубка чашечки 4-гранна, 2.8–6 мм; частки трикутно-яйцеподібні, приблизно такої ж довжини, як трубка, верхівка загострена. Кістянка яйцеподібна, 1.1–1.6 см. Насіння 8-ребристе, 1–1.4 см. Цвітіння: жовтень і листопад, плодіння: лютий і березень.